# Вулиця Равська
Вулиця Равська — вулиця у Шевченківському районі міста Львова, місцевість Знесіння. Сполучає вулиці Промислову та Діаманда.

## Історія
Вулиця прокладена у 1950-х роках та отримала назву Промислова бічна. Сучасна назва — вулиця Равська походить від 1993 року.

## Забудова
Забудова вулиці Равської — одно- та двоповерховий конструктивізм 1930-х років, нові індивідуальні забудови. Під № 6 розташований соціальний центр Сестер Служебниць Непорочної Діви Марії Української греко-католицької церкви.